# Brooksetta nicholi
Brooksetta nicholi är en insektsart som först beskrevs av Knight 1927.  Brooksetta nicholi ingår i släktet Brooksetta och familjen ängsskinnbaggar. Inga underarter finns listade i Catalogue of Life.